# John Ericsson
Ne doit pas être confondu avec l'acteur allemand John Ericson
Pour les articles homonymes, voir Ericsson (homonymie).
John (Johan) Ericsson (né le 31 juillet 1803 à Långbanshyttan en Suède, et mort le 8 mars 1889 à New York) est, comme son frère, Nils Ericson, un inventeur et ingénieur mécanicien américain d'origine suédoise. Après des débuts en demi-teinte en Grande-Bretagne, il effectue l'essentiel de sa carrière aux États-Unis. Il développe par exemple la locomotive Novelty, le moteur Ericsson, le USS Monitor et travaille sur la propulsion à hélices.

## Biographie

### De Suède en Grande-Bretagne
Olof Ericsson, le père de John et Nils est un contremaître d'une mine de la province de Värmland qui a été ruiné dans des spéculations boursières. C'est la raison pour laquelle il déménage avec sa famille à Forsvik en 1810. Là, il trouve du travail comme chef de tir lors des travaux d'excavation du Canal Göta. C'est l'architecte du canal, Baltzar von Platen (1766-1829), qui découvre les extraordinaires capacités de ses deux fils, qui peuvent ainsi bénéficier d'une inscription à l'école des cadets-mécaniciens de la Marine (Flottans mekaniska kår) et sont employés comme apprentis sur le canal. À l’âge de 14 ans, John officie déjà comme un géomètre autonome. Un assistant transporte un escabeau pour lui permettre de se tenir à hauteur de la lunette de visée pendant les levés.
À 17 ans, il s'enrôle dans l’armée de réserve suédoise du Jämtland, avec le grade de sous-lieutenant, et est bientôt promu Lieutenant. Il est envoyé en mission dans le nord de la Suède pour y effectuer des levés topographiques. Il y emploie son temps libre à mettre au point un moteur thermique qui utilise l'expansion des gaz de combustion plutôt que celle de la vapeur d'eau. Ses talents et sa passion pour la mécanique le poussent à démissionner de l'armée et à partir pour l'Angleterre, pays le plus avancé en la matière, en 1826. Toutefois, son moteur n'y rencontre aucun succès, car son prototype, conçu pour la combustion de bois de bouleau, est beaucoup moins efficace avec de la houille, le principal combustible en Grande-Bretagne.

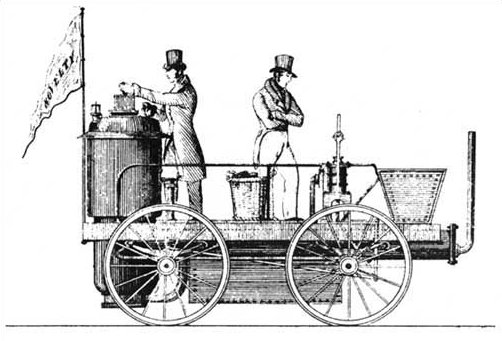
La locomotive Novelty, concurrent malheureux des épreuves de Rainhill en 1829.

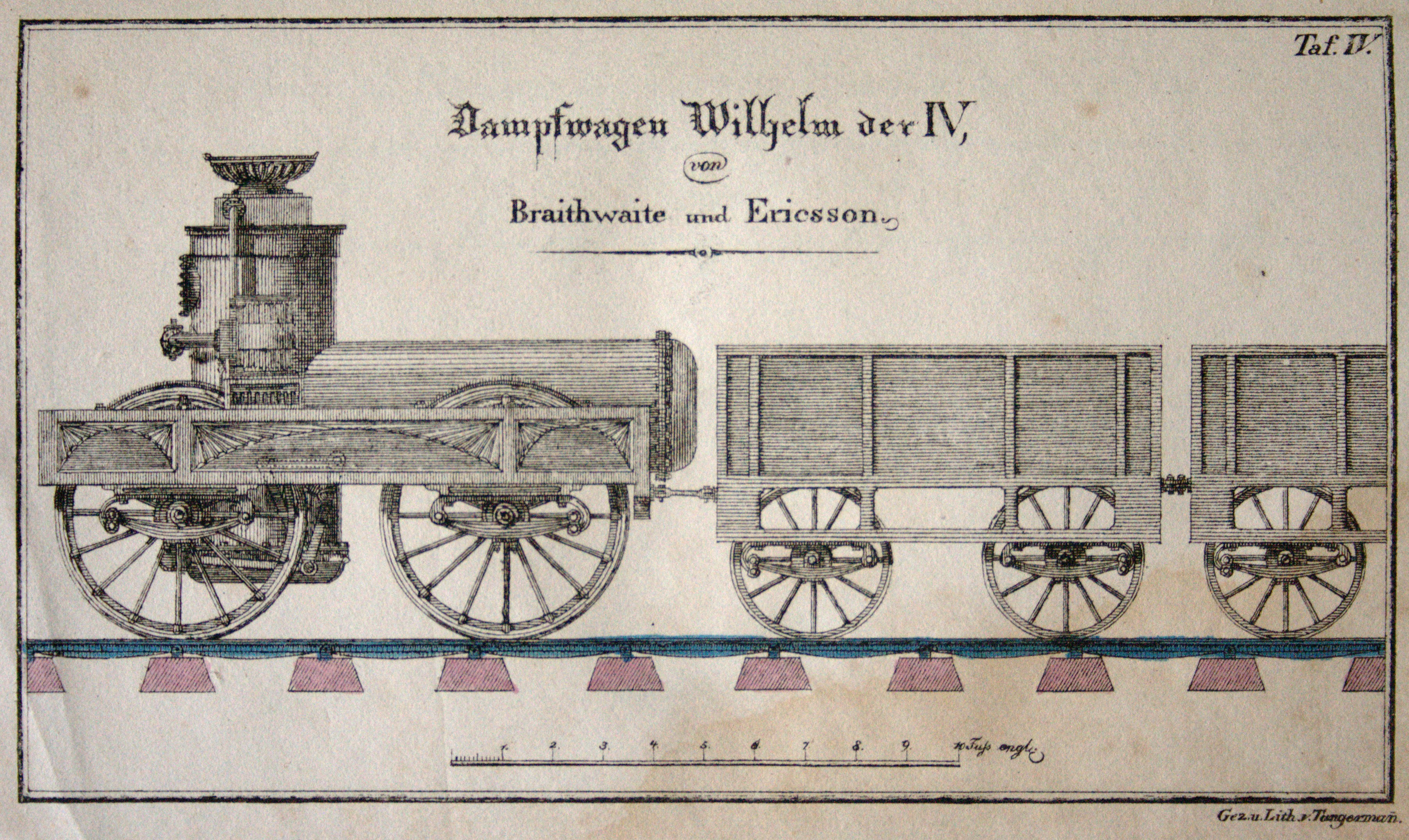
Plan d'une locomotive à vapeur baptisée « Guillaume IV ».

Passant outre sa déception, Ericsson se tourne vers le développement des machines à vapeur, dont il améliore la montée en température en y incorporant des ventilateurs destinés à amplifier l’alimentation de la chaudière en oxygène. En 1829, il inscrit sa dernière invention, mise au point avec John Braithwaite, la « Novelty », au Concours de Rainhill, épreuve organisée par la compagnie Liverpool and Manchester Railway. Bien qu'elle bénéficie de la plus grande vitesse de pointe, la Novelty est affligée de fréquentes pannes de chaudière, si bien que le premier prix va aux Anglais George et Robert Stephenson avec leur Fusée.
Par son succès dans la maîtrise de l'incendie de l’Astor House, la pompe à incendie d’Ericsson connait un immense succès, malgré l'attachement de la municipalité londonienne aux vieilles Fire Laddies. Le moteur fabriqué par Ericsson pour l'expédition de John Franklin ne résiste pas aux sévères conditions de l’Antarctique, mais il faut dire que le commanditaire, dans son désir de taire sa destination, n'avait pas communiqué un cahier des charges suffisamment précis. À ce point de la carrière industrielle d’Ericsson, son invention la plus marquante reste le condenseur, qui permet à un bateau à vapeur de renouveler l'eau alimentant ses chaudières en haute mer. Une autre de ses inventions, appelée deep sea lead, est une sonde bathymétrique à vapeur qui connait aussi une grande diffusion.
Les coûts de développement et l'échec commercial de plusieurs des machines d’Ericsson l'amènent à la faillite personnelle, une déchéance qui entraîne l'incarcération. Sur un autre plan, son mariage avec Amelia Byam, une jeune femme de 19 ans, se solde par un désastre.

### La propulsion à hélice

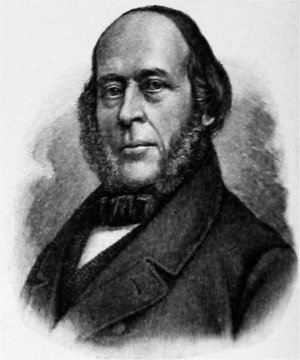
Gravure d'une encyclopédie allemande du début du XXe siècle représentant Ericsson.

S'écartant de ses premières tentatives qui n'emploient qu'une seule hélice, Ericsson se met alors à réfléchir à la propulsion à deux hélices. Alors que l’Amirauté désapprouve son invention, il reçoit les encouragements d'un capitaine américain, Robert Stockton, qui passe commande à Ericsson d'un vapeur et lui conseille de faire connaître son système aux États-Unis, où il pourrait espérer un meilleur accueil. C'est ainsi qu’Ericsson part pour New York en 1839. Le projet de Stockton est d'employer Ericsson au suivi du développement d'une nouvelle classe de frégates, Stockton lui-même faisant jouer ses nombreuses relations politiques pour promouvoir l’entreprise. Finalement, avec l'élection de John Tyler à la présidence des États-Unis, on peut réunir quelques subsides, mais qui ne permettent que de construire un seul sloop jaugeant 700 tonneaux, et non une frégate. Ce sloop devient l’USS Princeton, nom choisi d'après la ville natale de Stockton.
Il faut près de trois ans pour mener à terme la construction de ce navire, qui est sans doute le vaisseau le plus innovant de l'époque : outre ses hélices jumelées, il est conçu d'emblée pour embarquer un canon de 325 mm à chargement par la gueule monté sur affût tournant. Il n'y a pas jusqu'à ce canon qui n’ait été conçu par Ericsson : le canon est formé de tubes concentriques mutuellement précontraints par retrait plastique (technique originale dite « hoop ») ; disposition constructive destinée à surtendre la culasse, augmentant sa résistance et sa fiabilité, et permettant même d'utiliser des charges plus puissantes. Parmi les principales autres innovations de ce navire, il y a lieu de citer sa cheminée rétractable et un frein de recul primitif pour les batteries.
Vers la fin des travaux, les relations entre Ericsson et Stockton se sont assombries, et Stockton commence à écarter Ericsson du projet. Stockton se garde bien de révéler à ses nouveaux associés qu'Ericsson est le véritable concepteur du navire : il se fait passer pour l'ingénieur, allant jusqu'à mettre au point son propre canon de 325 mm pour équiper le Princeton ; mais comme, malheureusement, il n’a pas saisi toutes les subtilités de l'arme qu'il a copiée (The Orator, que Stockton avait rebaptisé The Oregon), ce nouveau canon est un échec.
Le lancement du vaisseau connait un immense succès. Le 20 octobre 1843, le Princeton remporte une course de vitesse contre le SS Great Western, jusqu'alors considéré comme le vaisseau le plus rapide. Par malheur, le navire est endeuillé lorsqu'au cours d'une démonstration de tir, la culasse du canon de Stockton explose, tuant le secrétaire d'État Abel P. Upshur, le secrétaire d'État à la Marine, Thomas Gilmer, et six autres personnes,,. Stockton tente sans succès d'en rejeter la faute sur Ericsson, refuse même de le payer, s'appuyant sur ses relations politiques pour bloquer les paiements de l'US Navy. C'est ainsi qu'Ericsson cesse de travailler avec les autorités gouvernementales.

### Collaboration avec Cornelius DeLamater

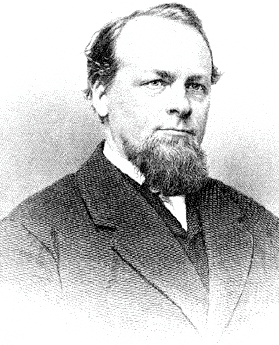
Lithographie de Cornelius H. DeLamater (1821–1889), industriel de la banlieue de New York.

Lorsque Ericsson s'établit à New York, un certain Samuel Risley de Greenwich Village le convainc de travailler avec la Fonderie Phoenix, dirigée par Cornelius H. DeLamater. Bientôt, une solide amitié lie ces deux industriels. Ils partagent tous leurs projets de fabrication, n'entreprenant rien sans se concerter. Leur amitié, malgré les tensions inévitables dans les affaires et le caractère ombrageux d'Ericsson, ne faiblit jamais : DeLamater appelait Ericsson par son prénom et Ericsson surnommait DeLamater « Harry », ce qui marque chez l'inventeur suédois une intimité peu habituelle. Les ateliers DeLamater acquièrent la réputation d'un asile où on lâche la bride au « capitaine Ericsson » pour essayer tout et n'importe quoi. La première machine qui sort de ces ateliers est l’Iron Witch, le premier navire à vapeur en acier. Le premier moteur à air d’Ericsson équipe l’Ericsson, un navire entièrement construit par DeLamater. Ce sont aussi les DeLamater Iron Works qui mettent à flot le premier sous-marin, la première torpille autopropulsée, et le premier torpilleur. Lorsque, le 2 février 1889, DeLamater meurt, Ericsson est inconsolable, et sa propre mort, qui survient jour pour jour un mois plus tard, n'étonna pas ses proches.

### Le moteur à air chaud
Ericsson a, au cours des années 1820, imaginé un moteur à air chaud ou, comme on disait alors, un « moteur à calorique », qui employait la détente de l'air chaud au lieu de celle de la vapeur. Le Révérend Robert Stirling avait dès 1816 breveté un appareil similaire, dont Ericsson ignorait l'existence, et la priorité de cette invention justifie l'appellation moderne de moteur Stirling. Le moteur d’Ericsson se heurte à diverses difficultés techniques, liées à l’écart entre les températures de combustion du bois de Scandinavie et de la houille (commune en Grande-Bretagne). Malgré ce handicap, cette invention vaut à Ericsson d’être récompensé du Prix Rumford par l’American Academy of Arts and Sciences en 1862. À la fin de sa vie, les rentes tirées de ce « moteur à calorique » assurent le confort financier de l'inventeur suédois, car cet appareil dépourvu de chaudière le rend moins dangereux et moins encombrant que les machines à vapeur pour les petites entreprises. D'ailleurs, lorsqu'Ericsson y adjoint un accumulateur de chaleur, le régénérateur, l'appareil devient en outre très économe en combustible.

### Le moteur solaire
Avec Augustin Mouchot, Ericsson est l'un des premiers à inventer un moteur solaire. Son idée d'associer la concentration des rayons du soleil avec une machine à vapeur, mais aussi avec son moteur à air chaud, ou moteur calorique, déboucha sur la construction de ce qu'il appelait des « machines solaires ».

### Architecte naval

Un cuirassé révolutionnaire : l'.

Le 26 septembre 1854, Ericsson présente à l’empereur Napoléon III les plans de différents cuirassés dont les batteries sont rendues mobiles par des tourelles à coupole ; mais malgré l'intérêt du souverain pour cette invention, la France néglige de la mettre en application.
Peu après le déclenchement de la Guerre de Sécession en 1861, les États confédérés d'Amérique se mettent à développer un cuirassé dont la coque s'inspire de celle de l’USS Merrimack, que l'armée fédérale a sabordé juste avant que les confédérés du Commonwealth de Virginie ne s'emparent de la base navale de Norfolk (le Gosport Navy Yard). Le Congrès des États-Unis prend l’affaire au sérieux à partir d’août 1861 et commande à son tour des cuirassés pour équiper la marine de l'Union. Ericsson est toujours en froid avec l’U.S. Navy, mais Cornelius S. Bushnell parvient à le convaincre de construire des bâtiments de guerre pour l'Union. Ericsson présente aux autorités nordistes les plans du USS Monitor, un cuirassé d'un genre nouveau, qui après bien des polémiques est finalement adopté le 6 mars 1862. Le premier navire sort des arsenaux seulement 100 jours après sa mise en fabrication, un véritable exploit de l'industrie du Nord.
Le 8 mars, le cuirassé sudiste CSS Virginia force le blocus de l’Union Blockading Squadron au large de la Virginie. Mais l'irruption, le lendemain à Hampton Roads (Virginie) du Monitor, se termine par un statu quo, évitant un désastre à la flotte nordiste. À la suite de ce combat, le Nord entreprend la construction en série de monitors, une décision qui a sa part dans l'issue du conflit. Quoique primitif par certains aspects, plusieurs éléments du Monitor sont repris dans les générations ultérieures de navires de guerre.

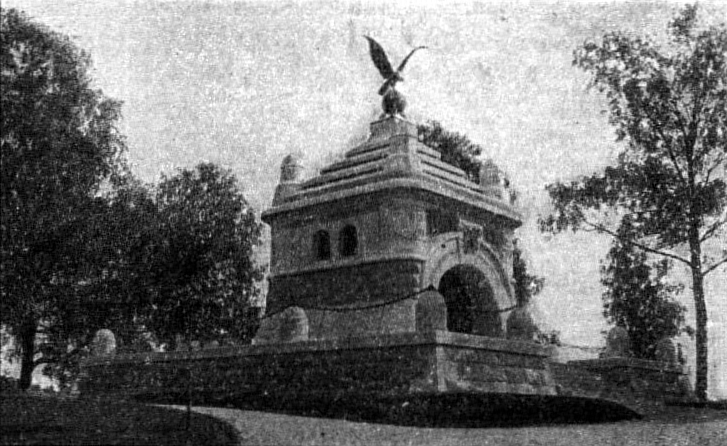
Le Mausolée Ericsson à Filipstad.

Par la suite, Ericsson se consacre aux systèmes d'armes utilisant la torpille, en particulier le destroyer, un torpilleur qui pourrait faire feu depuis le dessous de sa ligne de flottaison. Il apporte également son concours technique aux premières tentatives de John Philip Holland avec le sous-marin. Dans le catalogue des « Fêtes du Centenaire » (de l'Indépendance américaine), Ericsson exposait un « moteur solaire », moteur à air chaud alimenté par un four solaire. Ericsson bénéficia de nouveaux profits lorsque ces moteurs purent être convertis en moteur à gaz (du méthane).
Ericsson, bien qu'aucune de ses inventions n'ait enfanté de la grande industrie, reste comme l'un des ingénieurs les plus influents de l'histoire du génie mécanique. À sa mort en 1889, sa dépouille est rapatriée à Stockholm par l’USS Baltimore. Sa tombe se trouve à Filipstad, dans la province de Värmland.

## Inventions
- Le condenseur de surface
- Le moteur à air chaud
- Le premier navire de la classe monitor, l’USS Monitor, conçu et construit par Ericsson pour l’Union Navy pendant la Guerre de Sécession
- La technologie des torpilles, et le concept de destroyer, un torpilleur d'un genre nouveau
- Le four solaire, utilisant des miroirs concaves pour concentrer les rayons du soleil et faire tourner un moteur.
- USS Princeton (1843)
- la précontrainte par retrait plastique dans la fabrication des canons

## Associations
- Correspondant étranger de l’Académie royale des sciences de Suède en 1850, puis membre titulaire en 1863
- Royal Swedish Academy of War Sciences en 1852
- Docteur honoris causa de l’Université de Lund en 1868

## Distinctions
- Chevalier de l'ordre de Vasa

## Monuments

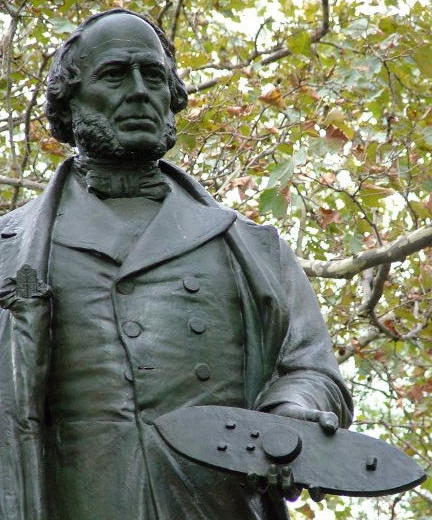
John Ericsson tenant une maquette du cuirassé USS Monitor, statue dans Battery Park à New York.

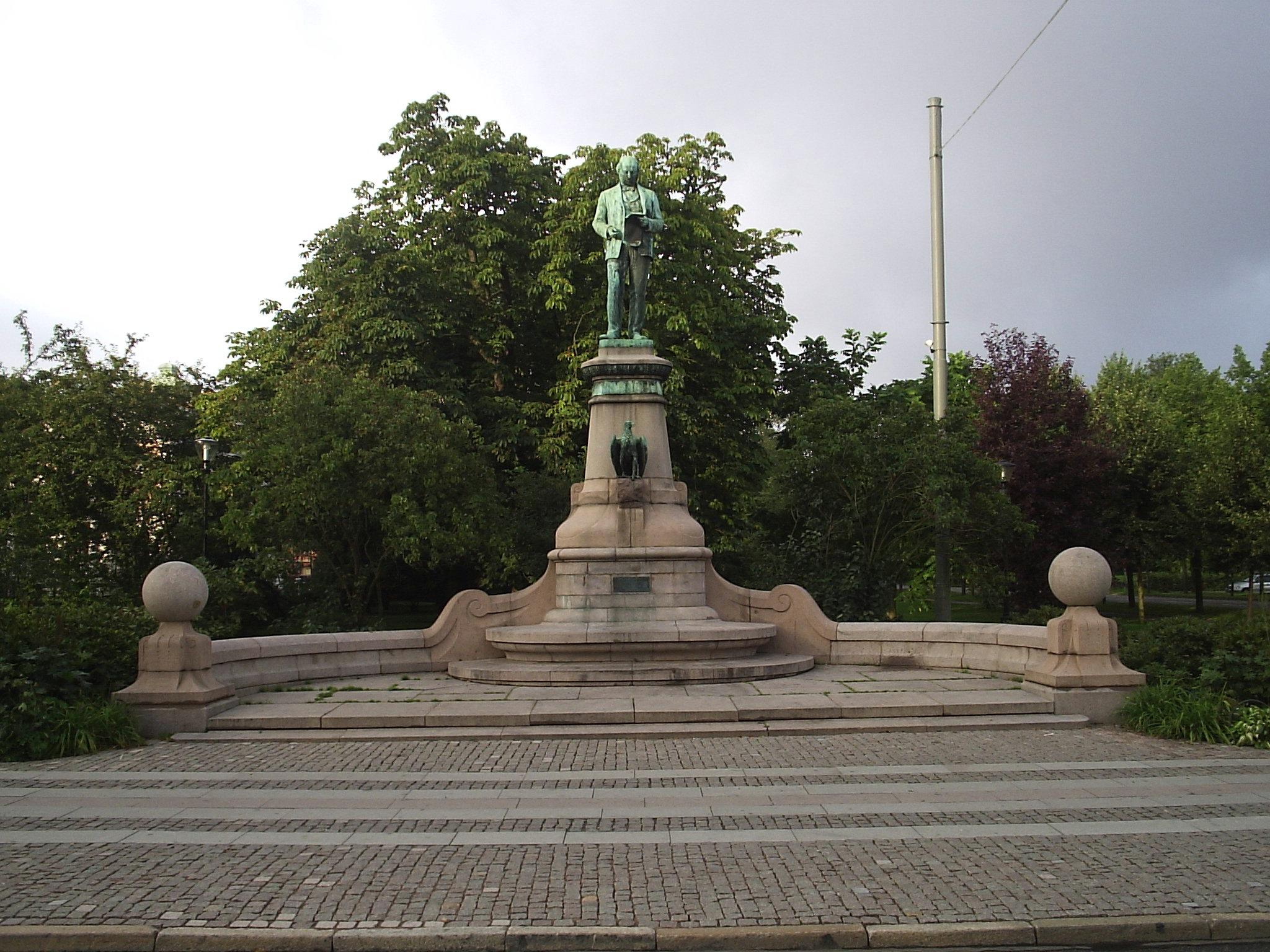
Statue de John Ericsson à Göteborg, en Suède

- Le Memorial John Ericsson sur The Mall à Washington DC
- Une salle de l'American Swedish Historical Museum de Chicago est dédiée à John Ericsson
- Battery Park, in New York
- Nybroplan à Stockholm
- Kungsportsavenyn in Göteborg.
- Il y a, à Lund, en Suède, une rue John Ericsson
- Il y a une « fontaine John Ericsson » dans Fairmount Park, à Philadelphie
- Le quartier Ericsson, à Minneapolis
- Parmi les navires baptisés en son nom, cf. USS Ericsson

## Dans la culture populaire
- Dans le film Hearts in Bondage (en) (1936), dont l'action se déroule en partie à bord du Monitor, le rôle de John Ericsson était tenu par Fritz Leiber.
- Dans la trilogie patriotique Stars and Stripes d’Harry Harrison, le Monitor n'aurait été qu'une première contribution d’Ericsson à l'effort de guerre américain. D'autres cuirassés transatlantiques auraient été construits par l'inventeur, supérieurs à leurs rivaux britanniques. Il crée aussi des batteries flottantes blindées mues par le moteur à combustion interne de son invention, et un cargo blindé capable d'ériger un rempart en moins d'une heure. Toutes ces inventions permettent au général Sherman de déployer sa stratégie de guerre éclair.